# Вексельбург
Вексельбург (нем. Wechselburg) — община в Германии, в земле Саксония. Подчиняется административному округу Хемниц. Входит в состав района Средняя Саксония.  Население составляет 1903 человека (на 31 декабря 2014 года). Занимает площадь 25,59 км².
Коммуна подразделяется на 13 сельских округов.

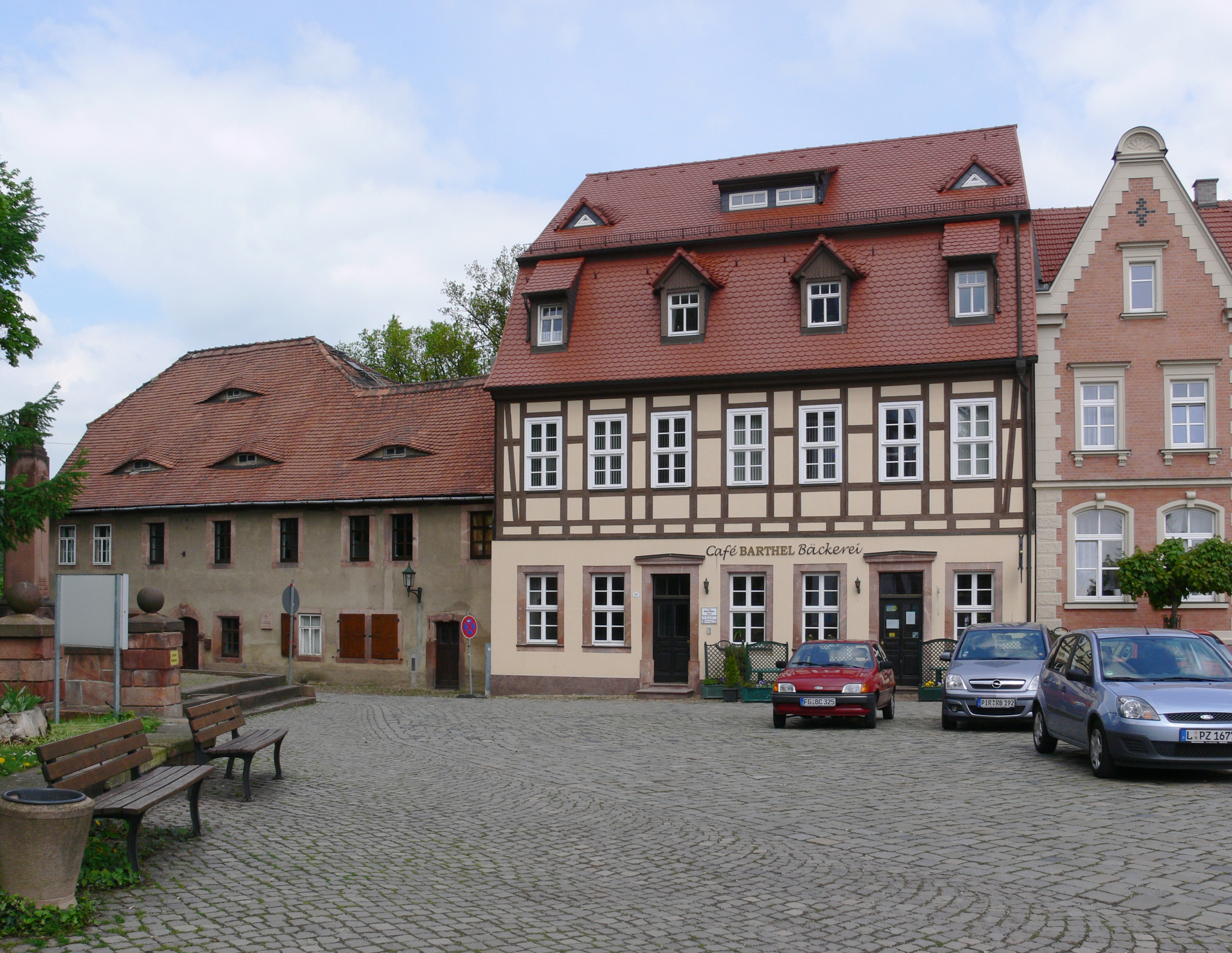
Рыночная площадь
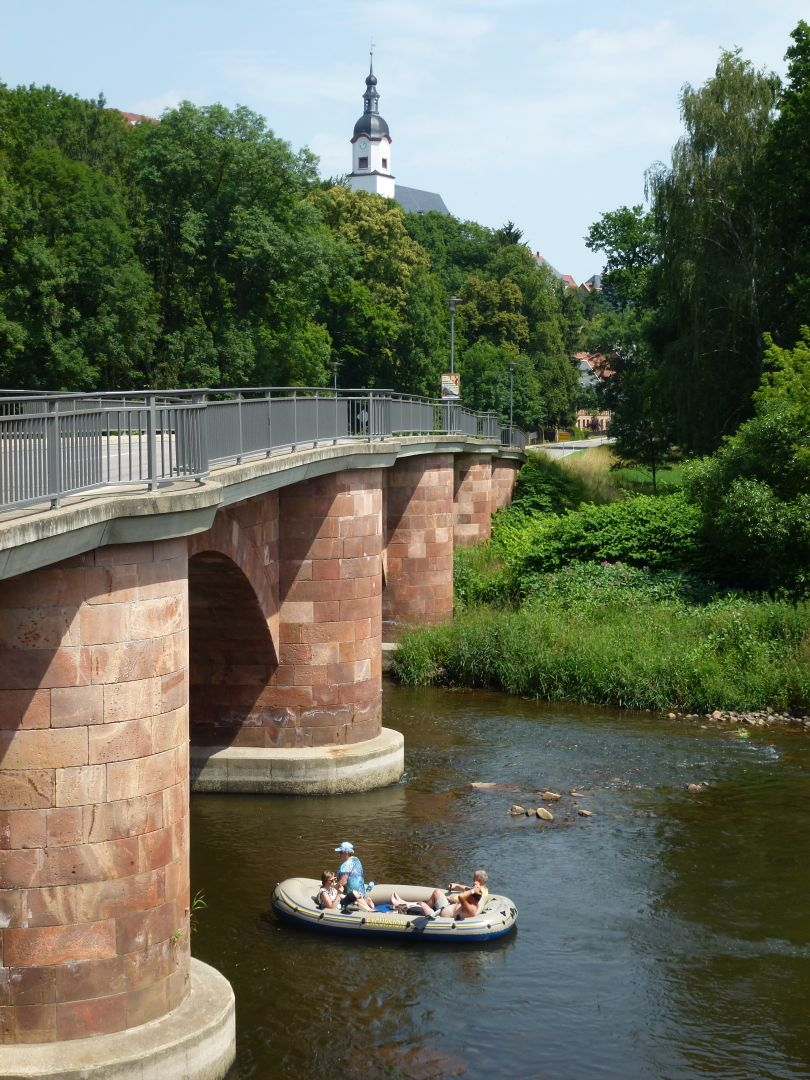
Мост через реку Цвиккауэр-Мульде
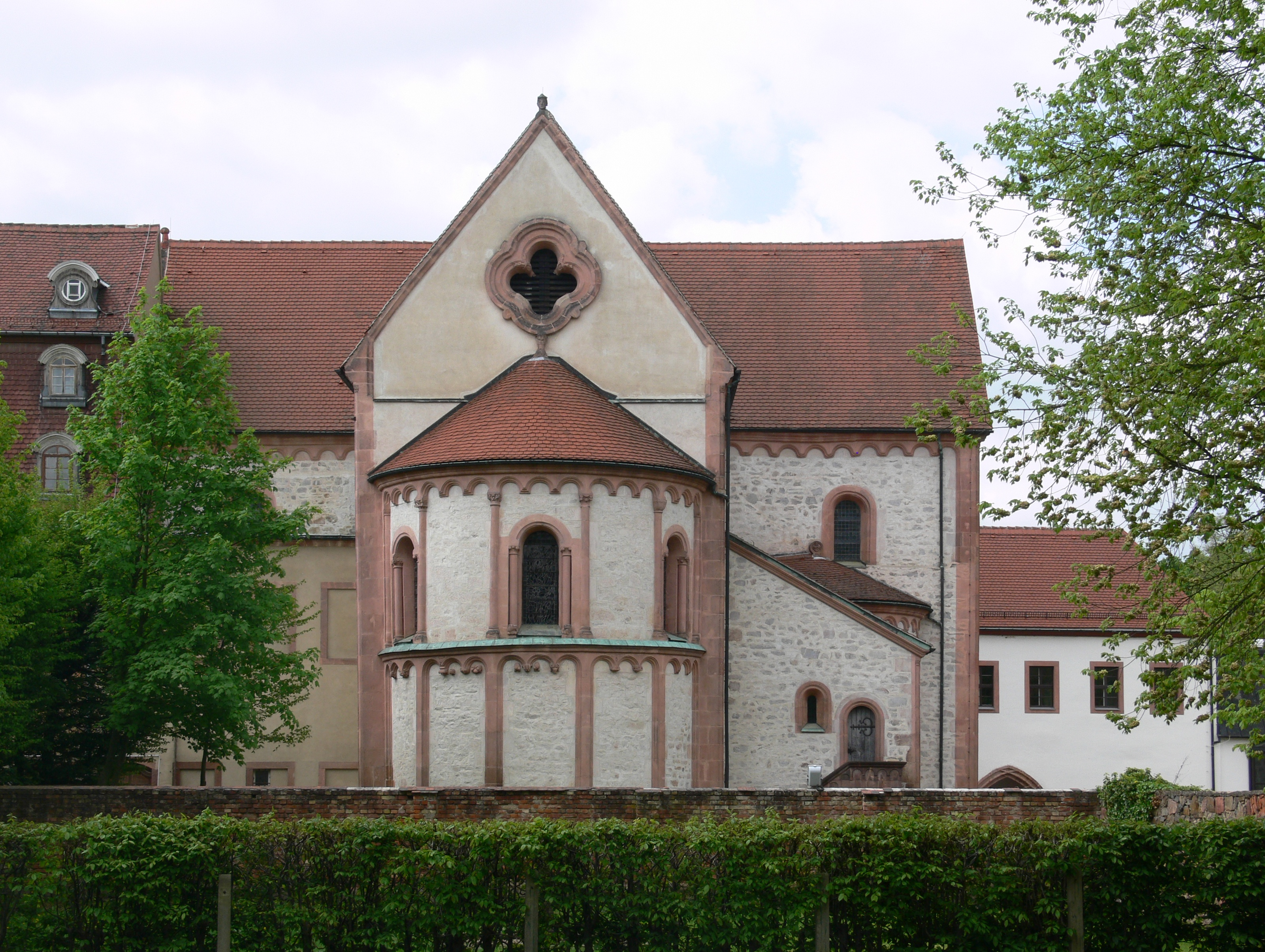
Монастырь Вексельбург. Романская базилика
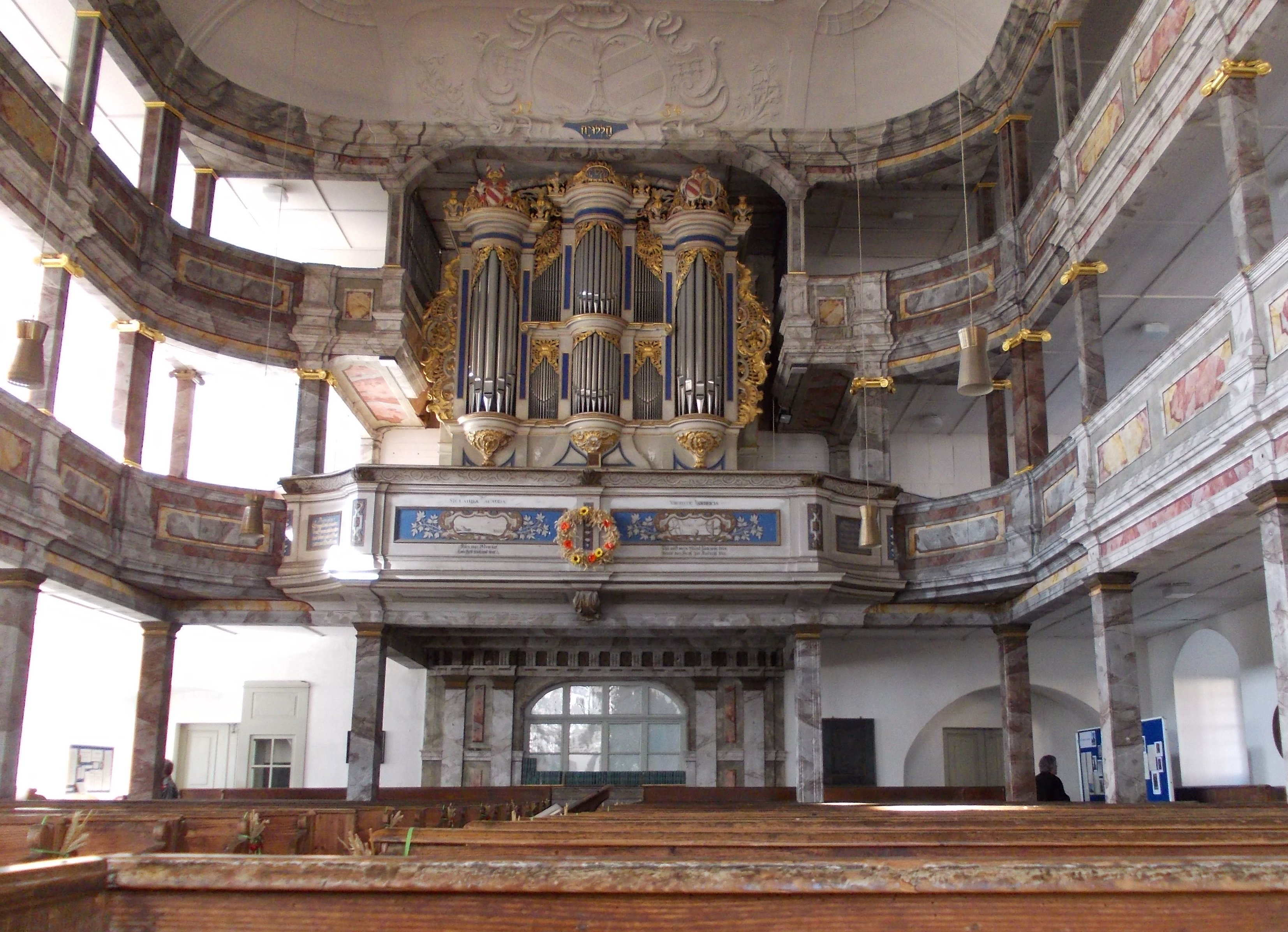
В церкви св. Отто